# Clemensia distincta
Clemensia distincta är en fjärilsart som beskrevs av William Schaus 1905. Clemensia distincta ingår i släktet Clemensia och familjen björnspinnare. Inga underarter finns listade i Catalogue of Life.